# Profisétinidine
Les profisétinidines (encore appelés profisétinidols) sont un type de tanins condensés. Les tanins condensés sont des polymères de flavanols et les profisétinidines sont notamment composées de leuco-fisétinidines.
Le nom provient du fait que ce type de tanins produit de la fisétinidine, une anthocyane, lors de leur hydrolyse en milieu acide.
Les tanins de mimosa et de quebracho sont principalement composés de profisétinidines et de Prorobinétinidines.